# Silnice I/42

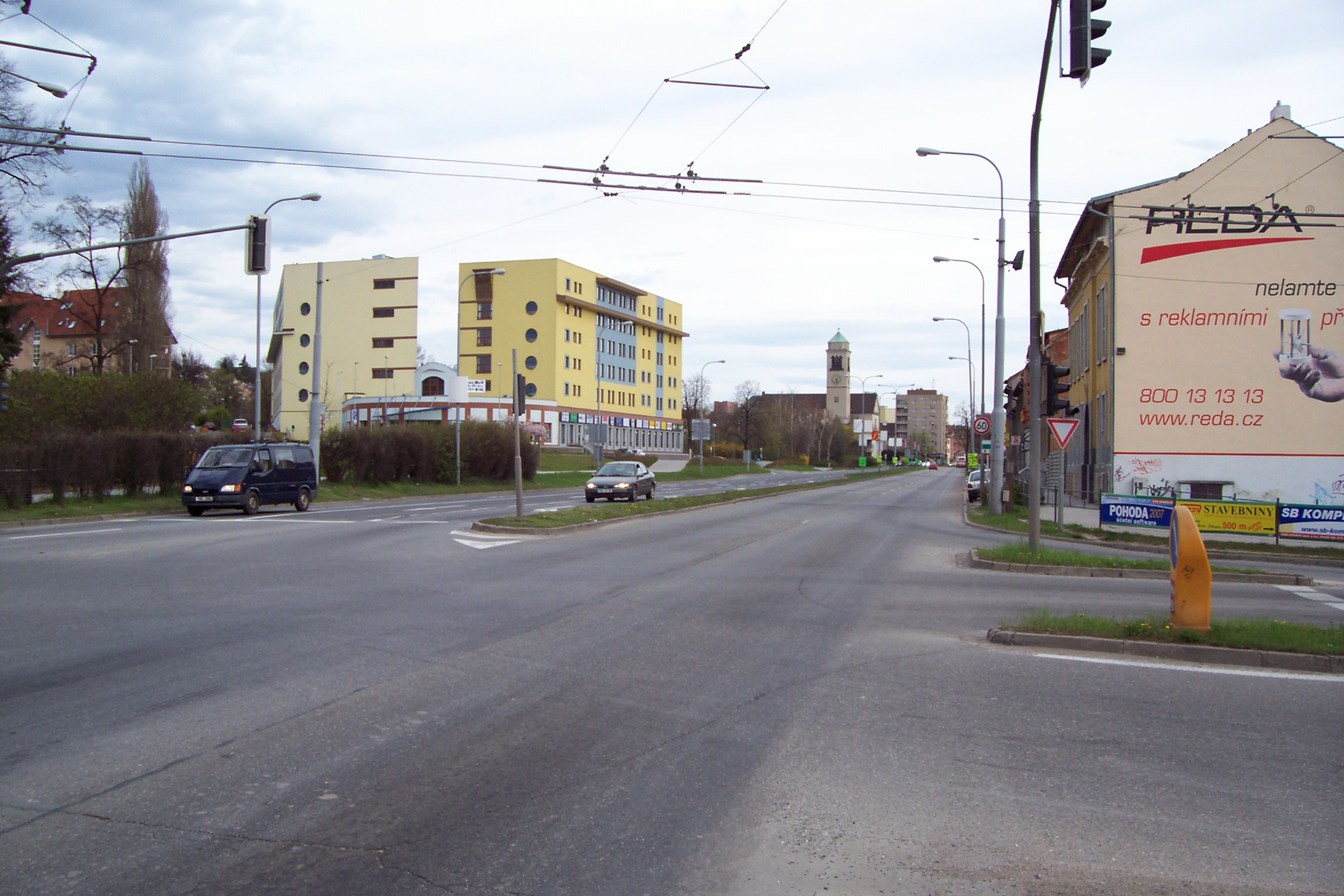
Silnice I/42 protínající městskou část Židenice

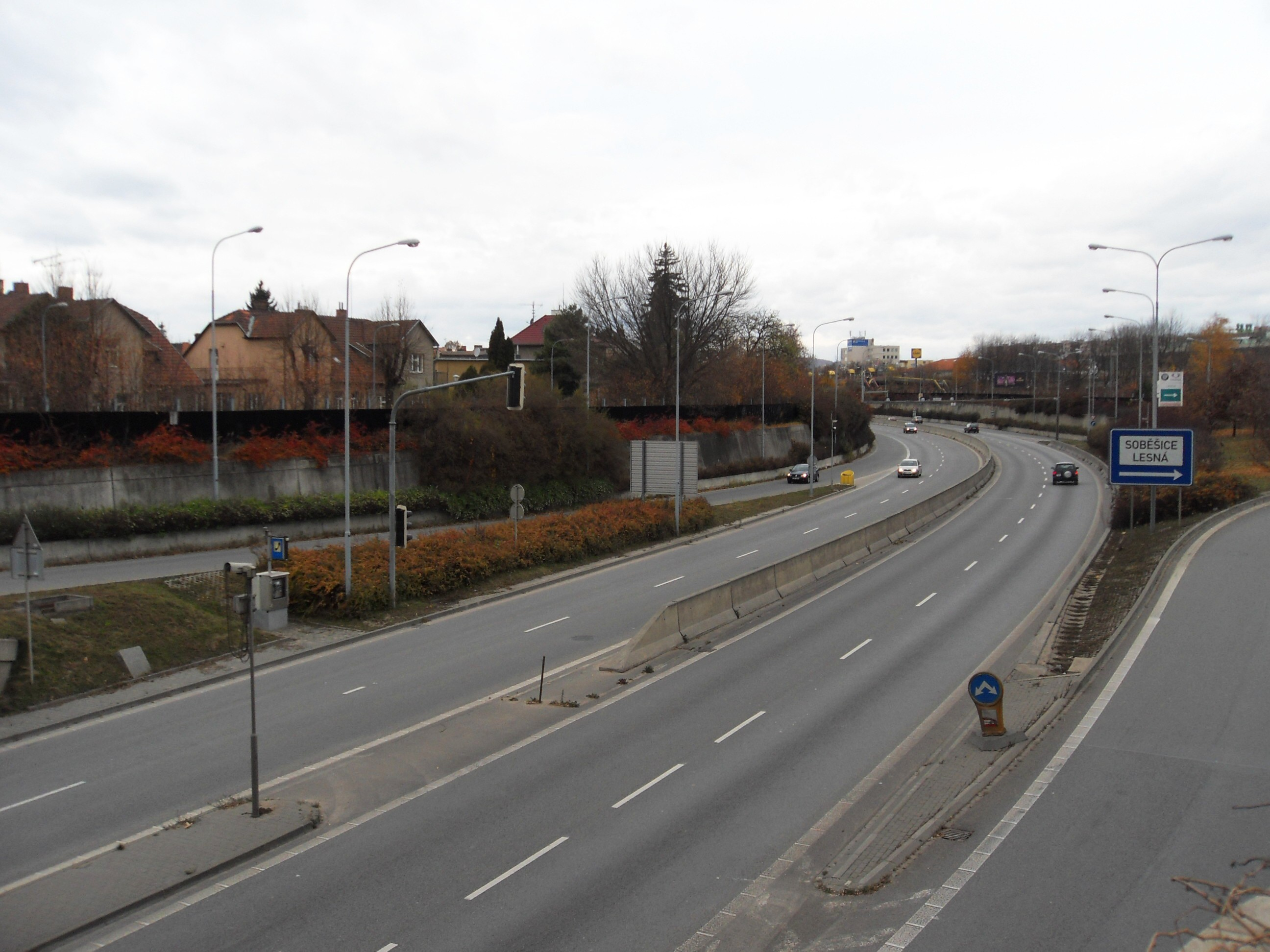
Úsek nového Velkého městského okruhu před Husovickým tunelem

Silnice I/42 je česká silnice I. třídy o délce 18,107 km, která tvoří Velký městský okruh (VMO) v Brně. Je po ní částečně vedena evropská silnice E461, vycházejí z ní silnice I/23 (Pražská radiála), I/41, I/43 (Svitavská radiála), I/50 (Olomoucká radiála) a I/52 (Vídeňská radiála). Její staničení začíná za připojením silnice I/23 z Pisáreckého tunelu a pokračuje směrem na Žabovřesky a dále po směru hodinových ručiček zpět do mimoúrovňové křižovatky s Pisáreckou radiálou. 
Postupně je realizována stavba čtyřpruhového, směrově rozděleného Velkého městského okruhu o délce 21,9 km v nové trase, dokončen by měl být do roku 2035. Na již zprovozněných částech nového VMO se nachází tunel Hlinky, silniční galerie v Žabovřeské, Královopolský tunel a Husovický tunel. Současný čtyřpruhový úsek Tomkovo náměstí – Svatoplukova – Otakara Ševčíka – Olomoucká – Zvonařka – Opuštěná – Poříčí – Bauerova o délce 8,5 km, který vede z velké části zástavbou, nebude po dokončení nových staveb jako VMO využíván.

## Úseky nového VMO
Tabulka uvádí postavené a plánované úseky nového VMO.
| Č.    | Úsek         | Stavba                                   | Křižovatky a tunely                                                                                        | Délka (km) | Zahájení stavby   | Uvedení do provozu | Poznámky                                                  |
| ----- | ------------ | ---------------------------------------- | --- | ---------- | ----------------- | ------------------ | --------------------------------------------------------- |
| 2.2   | Žabovřesky   | VMO Žabovřeská I, 2. etapa               | silniční galerie v Žabovřeské                                                                              | 0,9        | 12/2020           | 11/2024            | rozšíření Žabovřeské                                      |
| 2.1   | Žabovřesky   | VMO Žabovřeská I, 1. etapa               | MÚK Kníničská (II/384)                                                                                     | 0,9        | 10/2018           | 12/2020            | rozšíření Žabovřeské                                      |
| 3     | Žabovřesky   | VMO Žabovřeská mosty                     | MÚK Korejská                                                                                               | 0,7        | 06/2008           | 06/2012            | rekonstrukce Žabovřeské                                   |
| 4.1   | Královo Pole | VMO Dobrovského A                        | | —          | 11/2001           | —                  | průzkumné štoly tunelu                                    |
| 4.2   | Královo Pole | VMO Dobrovského B                        | MÚK Hradecká (II/640), Královopolský tunel                                                                 | 1,7        | 05/2006           | 08/2012            | dílem rekonstrukce Hradecké                               |
| 5     | Královo Pole | MÚK Dobrovského, Svitavská radiála       | MÚK Svitavská radiála (I/43)                                                                               | 0,4        | 05/2010           | 08/2012            |                                                           |
| 6     | Brno-sever   | VMO Lesnická, Svitavská radiála          | MÚK Třída Generála Píky, MÚK Merhautova                                                                    | 1,2        | 08/2000           | 08/2002            |                                                           |
| 7     | Brno-sever   | VMO Lesnická, mosty                      | | —          | 11/1998           | 10/2003            | novostavba silničního a tramvajového mostu přes trasu VMO |
| 8     | Brno-sever   | VMO Kohoutova                            | Husovický tunel                                                                                            | 1,2        | 03/1996           | 12/1998            |                                                           |
| 9     | Brno-sever   | VMO Tomkovo náměstí                      | MÚK Tomkovo náměstí, MÚK Karlova (II/374)                                                                  | 0,7        | 06/2021           | 12/2024            | hlavní trasa zprovozněna 08/2024                          |
| 10    | Židenice     | VMO Rokytova                             | MÚK Rokytova (II/642)                                                                                      | 0,6        | 06/2021           | 12/2024            | hlavní trasa zprovozněna 08/2024                          |
| 11–12 | Židenice     | VMO Vinohrady                            | MÚK Rokytova (II/642), Vinohradský tunel, MÚK Líšeňská                                                     | 2,2        | plánováno 2028    | plánováno 2032     | realizace průzkumné štoly od 09/2024                      |
| 13–14 | Černovice    | VMO MÚK Ostravská radiála                | ÚK Spalovna, MÚK Bělohorská, MÚK Ostravská radiála (I/50), podjezd pod Olomouckou, MÚK Průmyslová radiála, | 2,9        | plánováno 2028    | plánováno 2030     |                                                           |
| 15    | Brno-jih     | VMO Bratislavská radiála                 | MÚK Bratislavská radiála, ÚK Komárov                                                                       | 1,2        | plánováno 2030    | plánováno 2033     |                                                           |
| 16    | Brno-jih     | VMO Jih Bratislavská radiála – Heršpická | MÚK Komárov, tunel pod ŽUB                                                                                 | 2,3        | plánováno po 2030 | plánováno po 2030  |                                                           |
| 17    | Bohunice     | VMO Pražská radiála – Heršpická          | MÚK Heršpická (I/52), tunel Červený kopec, MÚK Bauerova                                                    | 3,4        | plánováno po 2033 | plánováno po 2033  |                                                           |
| 18    | Pisárky      | VMO Bauerova                             | | 1,0        | 04/2023           | 11/2024            | rozšíření Bauerovy                                        |
| 19    | Pisárky      | MÚK Pražská radiála                      | MÚK Pražská radiála (I/23)                                                                                 | 0,2        | 12/2003           | 06/2007            | rozšíření Bauerovy, dostavba MÚK                          |
| 1     | Pisárky      | MÚK Hlinky                               | MÚK Hlinky, tunel Hlinky                                                                                   | 0,6        | 12/2003           | 06/2007            | rozšíření Bauerovy a Žabovřeské                           |